# Guermessa
 (juin 2018).
Si vous disposez d'ouvrages ou d'articles de référence ou si vous connaissez des sites web de qualité traitant du thème abordé ici, merci de compléter l'article en donnant les références utiles à sa vérifiabilité et en les liant à la section « Notes et références ».
Guermessa est un village berbère tunisien de montagne situé à une vingtaine de kilomètres de Tataouine.
Il est réputé pour un artisanat traditionnel appelé margoum (broderie), mais les femmes et les jeunes filles des générations récentes n'ont pas repris le flambeau en raison de l'évolution des modes de vie et du monopole exercé par les fabricants industriels.
Il comporte également des habitations troglodytiques et un ksar.